# Inge Friedl
Inge Friedl (* 1959 in Bruck an der Mur) ist eine österreichische Autorin, Historikerin und Museumspädagogin.

## Leben und Wirken
Inge Friedl studierte Geschichte und Germanistik an der Universität Graz. Sie lebt und arbeitet in Graz.
Anlässlich von Graz 2003, Kulturhauptstadt Europas, war sie verantwortlich für das Kinderprogramm Erlebnisorte und Wahrnehmungsinseln. Von 2006 bis 2008 kuratierte sie das Mitmach-Museum für Kinder in der Propstei Aflenz, 2009 gestaltete sie das Kindermuseum auf Burg Oberkapfenberg. Ab 2009 verantwortete sie das Kinderprogramm und die gesamte Vermittlungsarbeit von mehreren oberösterreichischen Landesausstellungen . 2011 kuratierte sie den Kinderpfad der Kärntner Landesausstellung in Fresach, 2015 das museumspädagogische Programm im Gerlinde-Kaltenbrunner-Museum Zwischen Himmel und Erde in Spital am Pyhrn.
Für die oberösterreichischen Landesausstellungen 2009, 2013, 2016 und 2018 griff sie einzelne Themen der Ausstellung auf und ermöglichte den Kindern in interaktiven Stationen ein didaktisch wertvolles, spielerisches Verarbeiten der Inhalte. In altersgerechten, abwechslungsreichen Führungen konnten insbesondere Schulklassen dieses spezielle Angebot nutzen.
In ihren Büchern befasst sich Inge Friedl zum großen Teil mit alten Lebens- und Arbeitsweisen. In unzähligen Gesprächen mit Zeitzeugen und in Recherchen in privaten Fotoarchiven erfasst sie und hält fest, was sonst wohl in Vergessenheit geraten würde.

## Publikationen
- (Hrsg.): Auf der Alm. Wie’s früher einmal war. Geschichten und Bilder vom alten Almleben, festgehalten und aufgezeichnet von Inge Friedl. Mit Gedichten der Sennerin Julie Götzenbrugger (1899–1990), Styria Verlag, Graz 2002, ISBN 3-222-12979-7, A&M, Sonderausgabe für A&M Andreas & Dr. Müller Verlag Salzburg, Styria Pichler Verlag, Wien 2003, ISBN 3-902397-09-8
- mit Karl Friedl: Der erste Tourist. Mit Erzherzog Johann durch die alte Steiermark. Styria, Graz 2003, ISBN 3-222-13130-9.
- Kinder entdecken die Steiermark. Steiermark-Abenteuer in 6 Ausflügen. Illustrationen von Beatrix Rath, Kindersachbuch, Styria, Wien 2004, ISBN 3-222-13140-6.
- Familienleben in alter Zeit. Fünf Kinder und mehr. Böhlau, Wien 2007, ISBN 978-3-205-77670-3.
- Wie’s g’wesn is. Vom Leben auf dem Land. Steiermark, Styria, Wien 2008, ISBN 978-3-222-13249-0.
- Heilwissen in alter Zeit. Bäuerliche Heiltraditionen. Böhlau, Wien 2009, ISBN 978-3-205-78313-8.
- Wie’s früher war. Vom Leben auf dem Land. Oberösterreich, Ed. Oberösterreich, Wien 2010, 3. Auflage, ISBN 978-3-7012-0052-8.
- Wie’s amol wor. Vom Leben auf dem Land. Kärnten, Styria Regional – Carinthia, Wien 2011, ISBN 978-3-7012-0063-4.
- Vom einfachen Leben. Böhlau, Wien 2011, ISBN 978-3-205-78738-9.
- mit Michael Gletterhofer: Schönbrunn für Kinder. Das Schloss und seine berühmten Bewohner. Kindersachbuch, G & G, Wien 2011, ISBN 978-3-7074-1278-9.
- So war’s der Brauch. Vom reichen Schatz an Bräuchen und Ritualen. Styria Regional, Wien 2012, ISBN 978-3-7012-0119-8.
- mit Kathrin Friedl: Mein erstes Österreich-Buch. Bilder von Angela Picha, Kindersachbuch, G & G, Wien 2013, ISBN 978-3-7074-1485-1.
- Almleben. So wie´s früher war. Styria, Wien 2013, ISBN 978-3-7012-0150-1.
- Was sich bewährt hat. Begegnung mit alter Lebensweisheit. Styria, Wien 2015, ISBN 978-3-222-13522-4.
- Alte Kinderspiele einst und jetzt. Böhlau, Wien 2015, ISBN 978-3-205-79636-7
- Weihnachten wie`s früher war. Erinnerungen, Geschichten und Bräuche. Styria 2017, ISBN 978-3-222-13566-8
- Zu Tisch! Kochen und essen, wie`s früher war. Styria 2019, ISBN 978-3-222-13637-5